# Samuel Seabury

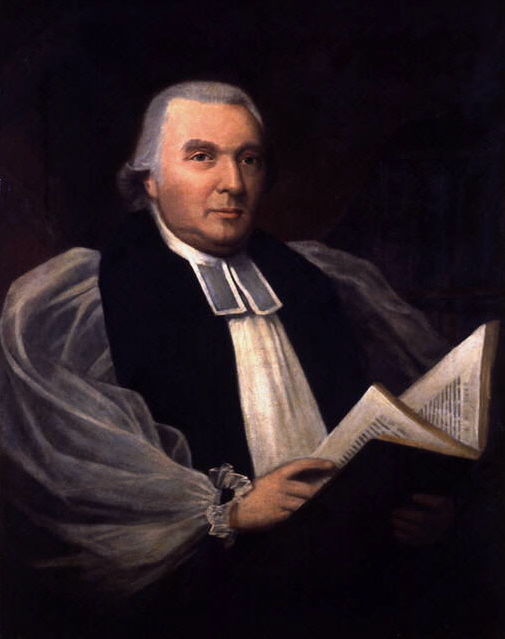
Samuel Seabury.
Gemälde von Ralph Earl, 1785.

Samuel Seabury (* 30. November 1729 in Ledyard, Groton, Connecticut; † 25. Februar 1796 in New London, Connecticut) war der erste Bischof von Connecticut und somit zugleich der erste Bischof der Episkopalkirche der Vereinigten Staaten von Amerika überhaupt. 1789–92 war er zudem vorsitzender Bischof dieser Kirche. Während der Amerikanischen Revolution war er ein Loyalist. Unter dem Pseudonym „A Westchester Farmer“ schrieb er die loyalistischen Essays Free Thoughts on the Proceedings of the Continental Congress, The Congress Canvassed, A View of the Controversy between Great-Britain and her Colonies sowie An Alarm to the Legislature of New York, auf welchen der spätere Finanzminister und Gründervater Alexander Hamilton mit den Essays A Full Vindication of the Measures of the Congress, from the Calumnies of their Enemies und The Farmer Refuted antwortete, welche ihm eine gewisse Bekanntheit vergaben.

## Biographie

### Frühe Jahre
Seaburys Vater Samuel Seabury (1706–1764) war ursprünglich Pfarrer der kongregationalistischen Gemeinde in Groton, bekannte sich aber etwa um 1729 zum Anglikanismus. Möglicherweise wurde er bei diesem Sinneswandel von seiner Frau beeinflusst, die aus einer anglikanischen Familie stammte. 1730 wurde Seabury Senior zum Diakon und Priester der Church of England geweiht und diente als Pfarrer in New London, Connecticut (von 1732 bis 1743), und danach bis zu seinem Tod in Hempstead auf Long Island.
Der jüngere Samuel Seabury studierte zunächst an der Yale University (B. A. 1748). Danach ließ er sich von seinem Vater in Theologie unterrichten und begann seine kirchliche Laufbahn 1742 als Katechet in der Gemeinde Huntington. 1752 begab er sich nach Schottland, um dort für ein Jahr an der Universität Edinburgh Medizin zu studieren. Schließlich entschied er sich jedoch für die Priesterlaufbahn und wurde am 21. Dezember 1753 zunächst von John Thomas, Bischof von Lincoln, zum Diakon sowie zwei Tage darauf von Richard Osbaldeston, Bischof von Carlisle, zum Priester geweiht. Ab Mai 1754 bis zum Dezember 1757 wirkte er als Missionar der Society for the Propagation of the Gospel in der Gemeinde der Christ’s Church in New Brunswick, New Jersey. Im Oktober 1756 heiratete er Mary Hicks, die Tochter eines New Yorkers. Im Januar 1757 nahm er die Pfarrstelle der kaum zwanzig Köpfe zählenden Gemeinde von Jamaica an, einer Nachbarstadt von Hempstead, der Pfarre seines Vaters. Nach zehn Jahren wechselte er im Dezember 1766 zur Gemeinde der Kirche St. Peter’s in Westchester, von wo aus er zugleich die Gemeinde Eastchester betreute, insgesamt etwa 200 Gläubige. Aus finanziellen Gründen sah sich Seabury zu dieser Zeit zudem genötigt, sich durch Unterricht und ärztliche Dienste ein Zubrot zu verdienen. Da die Bevölkerung in Neuengland wie auf Long Island meistenteils nonkonformistischen Sekten wie Kongregationalisten, Presbyterianern und Quäkern angehörte, hatte Seabury vor allem dafür Sorge zu tragen, dass seine wenigen Gläubigen sich nicht zum Übertritt in deren Kirchengemeinden entschieden.

### Amerikanische Revolution
Im Verlauf der amerikanischen Revolution profilierte er sich als einer der Meinungsführer der Tories (Loyalisten). Große Wirkung als Tory-Propaganda entfalteten von ihm unter dem Pseudonym „A. W. Farmer“ (kurz für A Westchester Farmer, also „Ein Bauer aus Westchester“) verfasste Pamphlete, Free Thoughts on the Proceedings of the Continental Congress und The Congress Canvassed. Es brachte die Revolutionäre so auf, dass Exemplare der Schrift öffentlich zerstört wurden (eines wurde symbolisch geteert und gefedert). Seabury griff darin scharf die Beschlüsse und die Legitimität des ersten Kontinentalkongresses an, in dessen Verlauf die Delegierten der aufständischen Kolonien einen Boykott britischer Waren beschlossen hatten. Seabury verunglimpfte den Importstopp als eigennützige Verschwörung reicher Händler, die aus der zu erwartenden Güterknappheit Profit schlagen wollten. Besonders die Bauern der Kolonie New York rief er dazu auf, sich den Maßnahmen zu widersetzen, da sie durch den gleichzeitigen Exportstopp am schwersten getroffen würden. Zugleich warnte er die Revolutionäre davor, zu den Waffen zu greifen, da ein Aufstand in den Kolonien angesichts der Stärke der britischen Armee aussichtslos sei. Als Antwort der Revolutionäre auf Seaburys „Brief“ erschien im Dezember des Jahres eine mit dem Pseudonym A Friend of America („Ein Freund Amerikas“) unterzeichnete Streitschrift, betitelt A Full Vindication of the Measures of the Congress, from the Calumnies of their Enemies. Sie war das politische Erstlingswerk des jungen Alexander Hamilton, später einer der „Gründerväter“ der USA, der zu dieser Zeit noch kaum ein Jahr in den Kolonien weilte, sich aber trotz seines Studiums am loyalistisch geprägten King’s College schon ganz der Sache der Aufständischen verschrieben hatte. Bis in das Frühjahr 1775 hinein dauerte dieser Federkrieg der beiden einander unbekannten Autoren, ein Schlagabtausch mit Pamphleten und Gegenpamphleten, die allesamt in der Presse des Druckers James Rivington erschienen. Seabury ließ die Pamphlete A View of the Controversy between Great-Britain and her Colonies sowie An Alarm to the Legislature of New York drucken. Hamilton antwortete wiederum mit einem rund 80-seitigen Essay, The Farmer Refuted. Seabury setzte seine politische Agitation indes fort und zählte zu dem prominentesten Unterzeichnern einer Petition, die im April 1775 bei einer Versammlung von Loyalisten in White Plains aufgesetzt wurde.
Im November 1775 wurde Seabury von einer Gruppe bewaffneter Whigs unter dem Kommando von Isaac Sears, einem der führenden Mitglieder der Sons of Liberty, aus seinem Haus entführt und ins Gefängnis von New Haven verbracht; danach ritten die Milizionäre nach New York, wo sie die Druckerei Rivingtons verwüsteten. Seabury wurde insgesamt sechs Wochen gefangen gehalten. Nachdem ihm nicht nachgewiesen werden konnte, dass er der „Westchester Farmer“ war (seine Autorschaft gestand er erst 1783 ein), wurde er zunächst wieder freigelassen und kehrte zunächst nach Westchester zurück, wo er sein Haus und seine Kirche geplündert vorfand. Auch weiterhin wurde er von den Revolutionären drangsaliert und nochmals kurzzeitig verhaftet. Nach der Schlacht von Long Island floh er wie tausende andere Loyalisten in das nun wieder von den Briten kontrollierte New York.
Im Dezember 1777 verlieh ihm die Universität Oxford ehrenhalber den Doktortitel in Theologie. Zwei Monate darauf wurde Seabury Kaplan des King’s American Regiment, das zur Verstärkung der britischen Armee aus loyalistischen Flüchtlingen gebildet wurde. Daneben wirkte er in den Kriegsjahren auch als Kaplan des New Yorker Krankenhauses sowie als Arzt im Armenhaus der Stadt.

### Seabury als Bischof
Nach dem Ende des Unabhängigkeitskrieges stellte sich den amerikanischen Anglikanern der Umstand, dass neue Pfarrer von englischen Bischöfen geweiht werden müssten, als zunehmend unpraktikabel dar, und so beschlossen einige Geistliche vor allem aus Connecticut, darum zu ersuchen, einen aus ihren eigenen Reihen zum Bischof weihen zu lassen. Bei einer Versammlung von zehn Pfarrern in Woodbury am 25. März 1783 wurden zwei Kandidaten für das zu schaffende Amt ausgewählt, Seabury und Jeremiah Leaming. Nachdem Leaming das Ansinnen jedoch abgelehnt hatte, brach Seabury als einziger Bischofsanwärter im Juni nach England auf.
In England lehnten es die Bischöfe jedoch ab, ihn zu weihen, da er als amerikanischer Staatsbürger den Suprematseid auf den König nicht ablegen konnte. Nach einem Jahr vergeblicher Verhandlungen begab sich Seabury schließlich nach Schottland, wo die Bischöfe der schottischen Episkopalkirche seinem Ansinnen Gehör schenkten. Diese zahlenmäßig sehr kleine Kirche hatte sich 1689 von der Church of Scotland abgespalten, die nach der Glorious Revolution das Episkopat wieder abschaffte und nun wieder gänzlich presbyterianisch verfasst war. Im zeitgleich aufbrechenden Schisma in der Church of England waren diese schottischen Episkopalen zudem denjenigen englischen Bischöfen (den so genannten „Non-jurors“) verbunden, die dem neuen König den Suprematseid verweigerten, weil sie sich durch ihren vorigen Eid nach wie vor an das Haus Stuart gebunden sahen. Diese Situation zeitigte auch einen Präzedenzfall, der es den schottischen Bischöfen Jahrzehnte später erlaubte, Seabury zum Bischof von Connecticut, also einer Diözese außerhalb Schottlands, zu weihen, denn zwischen 1715 und 1725 weihten die schottischen Bischöfe auch drei Bischöfe für die nonjuring Church Englands. Als Seabury 1784 nach Schottland kam, sprachen sich so drei der nur vier verbliebenen Bischöfe der schottischen Nonjurors für eine Weihe Seaburys aus, allein Charles Rose, Bischof von Dunblane, verweigerte seine Zustimmung, da Seabury seine Priesterweihe in der Church of England empfangen hatte. Am 14. November 1784 weihten sie ihn in Aberdeen zum Bischof von Connecticut. Die an seiner Weihe teilnehmenden Bischöfe waren namentlich: The Right Reverend Robert Kilgour, 39. Bischof von Aberdeen, The Right Reverend Arthur Petrie, 37. Bischof von Moray, Ross und Caithness sowie The Right Reverend John Skinner, Bischof Koadjutor von Aberdeen. Der Jahrestag seiner Weihe ist heute ein Festtag sowohl in der Episcopal Church der USA als auch in der Anglikanischen Kirche von Kanada.
1785 kehrte er nach Connecticut zurück und ließ sich dort in New London nieder, wo er die Pfarrstelle der St. James’s Church übernahm. Die Gültigkeit seiner Bischofsweihe wurde anfänglich oft in Frage gestellt, letztendlich aber durch die Generalversammlung der neu gegründeten Episkopalkirche 1789 anerkannt. 1790 nahm Seabury zudem die Leitung der Diözese Rhode Island an. 1792 nahm er seine einzige Bischofsweihe vor und weihte zusammen mit den Bischöfen William White, Samuel Provoost und James Madison, die 1787 resp. 1790 von englischen Bischöfen geweiht worden waren, Thomas J. Claggett zum Bischof von Maryland, und vereinigte somit die schottische und die englische bischöfliche Nachfolge in der amerikanischen Episkopalkirche. Seabury starb in New London am 25. Februar 1796.

## Nachfahren
Sein Sohn Charles (1770–1844) war Rektor in verschiedenen Kirchen auf Long Island; der Sohn von Charles, Samuel (1801–1872), wiederum, der 1823 seinen Studiumsabschluss an der Columbia University machte, war Rektor der Church of the Annunciation in New York City zwischen 1838 und 1868 und ab 1862 Professor für Bibelkunde und Exegese an der General Theological Seminary. Dessen Sohn (Samuel Seaburys Urenkel), William Jones Seabury (* 1837), folgte seinem Vater als Rektor der Church of the Annunciation von 1868 bis 1898 und wurde 1873 Professor für Kirchenordnung und Kirchenrecht an der General Theological Seminary. William Jones Seabury veröffentlichte außerdem ein Handbuch für Chormitglieder (Manual for Choristers, 1878), sowie die Lectures on Apostolic Succession (1893) und An Introduction to the Study of Ecclesiastical Polity (1894).

## Ehrungen
An der Ecke der 96th Street und Lexington Avenue in Manhattan ist ein kleiner Park nach ihm benannt. Der Park hat keine direkte Verbindung zu den Wirkungsorten seines Lebens, ist allerdings nicht weit von der Kathedrale der Diözese New York.

## Schriften
Folgende Predigten und Traktate Seaburys wurden gedruckt:
- Free thoughts on the proceedings of the Continental Congress… (1774)
- The Congress Canvassed : or, an Examination into the Conduct of the Delegates, at their Grand Convention, Held in Philadelphia, Sept. I, 1774. Addressed to the Merchants of New-York. By A. W. Farmer, Author of Free Thoughts, &c. (1774)
- A View of the Controversy between Great-Britain and her Colonies : including a Mode of Determining their present Disputes, finally and effecually, and of Preventing All Future Contentions. In a Letter, to the Author of A Full Vindication of the Measures of the Congress. (1774)
- An Alarm to the Legislature of the Province of New-York, occasioned by the present Political Disturbances in North America ; Addressed to the Honourable Representatives in General Assembly convened. (1775)
- A Discourse on II Tim. iii, 16. Delivered in St. Paul’s and St. George’s Chapels, in New York, on Sunday the 9nth of May 1777. (1777)
- Discourse on Brotherly Love, Preached before the Hon. Fraternity of Free and Accepted Masons, of Zion Lodge, at St. Paul’s Chapel, in New-York, on the Festival of St John the Baptist, 1777. (1777)
- St. Peter’s Exhortation to fear God and honor the King, explained and inculcated ; in a Discourse addressed to His Majesty’s Provincial Troops, in Camp at King’s-Bridge, on Sunday the 28th Sept. 1777. (1777)
- A Sermon, preached before the Grand Lodge, and the other Lodges of Ancient Free-masons, in New-York, at St. Paul’s Chapel, on the Anniversary of St. John the Evangelist, 1782. (1783)
- The Address of the Episcopal Clergy of Connecticut, to the Right Reverend Bishop Seabury, with the Bishop’s Answer. Also, Bishop Seabury’s first Charge, to the Clergy of his Diocess, (1785)
- Bishop Seabury’s Second Charge, to the Clergy of his Diocess, Delivered at Derby, on the 22d of September, 1786. (1786)
- A Sermon delivered before the Boston Episcopal Charitable Society, in Trinity Church ; at their Anniversary Meeting on Easter Tuesday March 25, 1788. (1788)
- The Duty of Considering our Ways. — A Sermon preached in St. James' Church, New-London, on Ashwednesday, 1789. (1789)
- An Earnest Persuasive to Frequent Communion ; Addressed to those Professors of the Church of England, in Connecticut, who neglect that Holy Ordinance (1789)
- An Address to the Ministers and Congregations of the Presbyterian and Independent persuasions in the United States of America. By a Member of the Episcopal Church (1790)
- A Discourse, delivered in St. John’s Church, in Portsmouth, New Hampshire, at the conferring the Order of Priesthood on the Rev. Robert Fowle, on the festival of St. Peter, 1791. (1791)
- A Discourse delivered before the Triennial Convention of the Protestant Episcopal Church in the United States of America, in Trinity-Church, New-York, on the Twelfth day of September, 1792. (1792)
- Discourses on Several Subjects. (2 Bände, 1793)
- A Discourse delivered in St. James’s Church, in New-London, on Tuesday the 23d of December, 1794 ; before an Assembly of Free and Accepted Masons, convened for the purpose of installing a Lodge in that City (1795)
- A Discourse. Delivered before an Assembly of Free and Accepted Masons, Convened for the purpose of Installing a Lodge in the City of Norwich, in Connecticut, on the Festival of St. John the Baptist, 1795. (1795?)
- Discourses on Several Important Subjects. Published from Manuscripts prepared by the Author for the Press. (1798)